# Kvaternarni amonijum katjon
Kvaternarni amonijum katjoni su pozitivno naelektrisani poliatomski joni sa strukturom NR+
4, pri čemu je R alkil ili aril grupa. Za razliku od amonijum jona (NH+
4) i primarnih, sekundarnih, ili tercijarnih amonijum katjona, kvaternarni amonijum katjoni su permanentno naelektrisani, nezavisno od  njihovog rastvora. Kvaternarne amonijum soli ili kvaternarna amonijum jedinjenja (zvana kvaternarni amini u žargonu naftnih polja) su soli kvaternarnih amonijum katjona.

## Sinteza
Kvaternarni amonijum katjoni se pripremaju alkilacijom tercijarnih amina sa halougljenikom. U starijoj literaturi to se obično naziva Menšutkinovom reakcijom, dok se u modernim izvorima jednostavno naziva kvaternizacijom. Ova reakcija se može koristiti za formiranje jedinjenja sa nejednakim dužinama alkilnih lanaca; na primer pri pravljenju katjonskih surfaktanata jedna od alkil grupa amina je obično duža od drugih. Tipična sinteza benzalkonijum hlorida se izvodi koristeći dugolančani alkildimetilamin i benzil hlorid:

## Reakcije
Kvaternarni amonijum katjoni nisu reaktivni prema jakim elektrofilima, oksidansima, i kiselinama. Oni su isto tako stabilni prema većini nukleofila. Ovo zadnje svojstvo se na primer ispoljava u vidu stabilnosti hidroksidnih soli kao što su tetrametilamonijum hidroksid i tetrabutilamonijum hidroksid. Zbog njihove otpornosti, mnogi neobični anjoni su bili izolovani kao kvarternarne amonijum soli. Primeri obuhvataju tetrametilamonijum pentafluoroksenat, koji sadrži visoko reaktivni pentafluoroksenatni (XeF−
5) jon. Permanganat se može rastvoriti u organskim rastvaračima, kad se koristi njegova +
4 so.
Sa izuzetno jakim bazama, kvaternarni katjoni se degradiraju. Oni podležu Somalet-Hauserom i Stivensovom rearanžmanu, kao i dealkilaciji pod oštrim uslovima. Kvaternarni amonijum katjoni koji sadrže N–C–C–H jedinice mogu da podlegnu Hofmanovoj eliminaciji i Emdeovoj degradaciji.

## Literatura
- Pine, Stanley H. (2011). „The Base-Promoted Rearrangements of Quaternary Ammonium Salts”. Organic Reactions. ISBN 978-0-471-26418-7. doi:10.1002/0471264180.or018.04.
- Smith, Michael B.; March, Jerry (2001). Advanced Organic Chemistry: Reactions, Mechanisms, and Structure (5th изд.). New York, NY: Wiley-Interscience. ISBN 978-0-471-58589-3.

## Spoljašnje veze
- Toxicities of quaternary ammonium
- Zhang, Chang; Cui, Fang; Zeng, Guang-ming; Jiang, Min; Yang, Zhong-zhu; Yu, Zhi-gang; Zhu, Meng-ying; Shen, Liu-qing (15. 6. 2015). „Quaternary ammonium compounds (QACs): A review on occurrence, fate and toxicity in the environment”. Sci. Total Env. 518–519: 352—362. doi:10.1016/j.scitotenv.2015.03.007.